# Шведов, Константин Николаевич
Константи́н Никола́евич Шве́дов (англ. Constantin Nicholas Shvedoff; 1886—1954) — русский и американский композитор, хоровой дирижёр, регент.
Шведов закончил Синодальное училище церковного пения и Московскую Консерваторию. Работал хормейстером в Музыкальной студии Московского художественного театра.
С 1925 года жил в США, где женился вторым браком на дочери протоиерея Дамиана Герштанского Елене.
Среди сочинений — 4 оперы-миниатюры по рассказам А. П. Чехова, музыка к спектаклям, романсы, обработки русских народных песен для мужского хора, духовные сочинения («Верую», «Великая ектения», «Достойно есть» и др.). В Литургии для смешанного хора (1913) опирается на традиции московской композиторской школы Смоленского—Кастальского.
Скончался в Нью-Йорке.
В числе его учеников — Алексей Хаев.
Брат композиторов Ивана и Дмитрия Шведовых.